# Amela Terzić
Amela Terzić (in cirillico serbo: Амела Терзић; Priboj, 2 gennaio 1993) è una mezzofondista serba.

## Carriera
Terzić ha debuttato internazionalmente nel 2008, all'età di 15 anni. Nel corso degli anni ha migliorato le sue prestazioni arrivando ad infrangere numerosi record nazionali. I successi l'hanno portata a partecipare nel 2016 ai Giochi olimpici di Rio de Janeiro.

## Record nazionali

### Outdoor
- 800 metri piani: 1'59"90 ( Stara Zagora, 20 giugno 2015)
- 1000 metri piani: 2'39"79 ( Dubnica nad Váhom, 26 agosto 2012)
- 1500 metri piani: 4'04"77 ( Tallinn, 12 luglio 2015)
- 2000 metri piani: 5'55"62 ( Ostrava, 17 giugno 2014)

### Indoor
- 800 metri piani: 2'03"27 ( Belgrado, 5 febbraio 2017)
- 1500 metri piani: 4'08"48 ( Istanbul, 17 febbraio 2019)
- 3000 metri piani: 9'03"39 ( Belgrado, 1º marzo 2016)

## Palmarès
| Anno | Manifestazione                           | Sede           | Evento         | Risultato  | Prestazione | Note                                     |
| ---- | ---------------------------------------- | -------------- | -------------- | ---------- | ----------- | ---------------------------------------- |
| 2009 | Mondiali allievi                         | Bressanone     | 1500 m piani   | Bronzo     | 4'16"71     |                                          |
| 2009 | Festival olimpico della gioventù europea | Tampere        | 1500 m piani   | Bronzo     | 4'22"46     |                                          |
| 2009 | Festival olimpico della gioventù europea | Tampere        | 1500 m piani   | Oro        | 9'17"90     |                                          |
| 2009 | Europei juniores                         | Novi Sad       | 1500 m piani   | 9ª         | 4'23"99     |                                          |
| 2009 | Europei juniores                         | Novi Sad       | 1500 m piani   | 6ª         | 9'22"44     |                                          |
| 2009 | Europei di corsa campestre               | Dublino        | Corsa junior   | 12ª        | 14'42"      |                                          |
| 2010 | Mondiali juniores                        | Moncton        | 1500 m piani   | 8ª         | 4'19"03     |                                          |
| 2010 | Europei di corsa campestre               | Albufeira      | Corsa junior   | Argento    | 12'59"      |                                          |
| 2011 | Mondiali di corsa campestre              | Punta Umbría   | Corsa junior   | 32ª        | 20'56"      |                                          |
| 2011 | Europei juniores                         | Tallinn        | 1500 m piani   | Oro        | 4'15"40     |                                          |
| 2011 | Europei juniores                         | Tallinn        | 3000 m piani   | Oro        | 9'17"61     |                                          |
| 2011 | Europei a squadre                        | Novi Sad       | 3000 m piani   | 7ª         | 10'01"19    |                                          |
| 2011 | Europei di corsa campestre               | Velenje        | Corsa junior   | Bronzo     | 13'22"      |                                          |
| 2012 | Mondiali juniores                        | Barcellona     | 1500 m piani   | Argento    | 4'07"59     |                                          |
| 2012 | Campionati dei Balcani under 20          | Eskişehir      | 1500 m piani   | Oro        | 4'24"06     |                                          |
| 2012 | Campionati dei Balcani under 20          | Eskişehir      | 3000 m piani   | Oro        | 9'24"79     |                                          |
| 2012 | Europei di corsa campestre               | Szentendre     | Corsa junior   | Oro        | 13'29"      |                                          |
| 2013 | Europei under 23                         | Tampere        | 1500 m piani   | Oro        | 4'05"69     | Record nazionale                         |
| 2013 | Europei a squadre                        | Kaunas         | 800 m piani    | Bronzo     | 2'04"67     |                                          |
| 2013 | Europei a squadre                        | Kaunas         | 1500 m piani   | Oro        | 4'26"73     |                                          |
| 2013 | Mondiali                                 | Mosca          | 1500 m piani   | Batteria   | 4'27"89     |                                          |
| 2013 | Europei di corsa campestre               | Belgrado       | Corsa under 23 | Argento    | 19'46"      |                                          |
| 2014 | Europei                                  | Zurigo         | 1500 m piani   | 12ª        | 4'19"11     |                                          |
| 2014 | Europei a squadre                        | Riga           | 800 m piani    | Bronzo     | 2'05"24     |                                          |
| 2014 | Europei a squadre                        | Riga           | 1500 m piani   | Oro        | 4'28"99     |                                          |
| 2014 | Europei a squadre                        | Riga           | 3000 m piani   | Oro        | 9'11"64     |                                          |
| 2014 | Europei di corsa campestre               | Samokov        | Corsa under 23 | 10ª        | 23'04"      |                                          |
| 2015 | Europei indoor                           | Praga          | 3000 m piani   | Batteria   | 9'17"73     | Miglior prestazione personale            |
| 2015 | Europei a squadre                        | Stara Zagora   | 800 m piani    | Oro        | 1'59"90     | Record nazionale                         |
| 2015 | Europei a squadre                        | Stara Zagora   | 1500 m piani   | Oro        | 4'16"13     |                                          |
| 2015 | Europei under 23                         | Tallinn        | 1500 m piani   | Oro        | 4'04"77     | Record nazionale                         |
| 2015 | Mondiali                                 | Pechino        | 1500 m piani   | Semifinale | 4'13"92     |                                          |
| 2015 | Europei di corsa campestre               | Hyères         | Corsa under 23 | Bronzo     | 19'49"      |                                          |
| 2016 | Europei                                  | Amsterdam      | 1500 m piani   | 12ª        | 4'37"70     |                                          |
| 2016 | Giochi olimpici                          | Rio de Janeiro | 800 m piani    | Semifinale | 2'03"81     |                                          |
| 2016 | Giochi olimpici                          | Rio de Janeiro | 1500 m piani   | Batteria   | 4'15"17     |                                          |
| 2017 | Europei indoor                           | Belgrado       | 1500 m piani   | 8ª         | 4'25"15     |                                          |
| 2017 | Mondiali                                 | Londra         | 1500 m piani   | Batteria   | 4'08"55     |                                          |
| 2017 | Europei a squadre                        | Tel Aviv       | 1500 m piani   | Oro        | 4'15"93     |                                          |
| 2017 | Europei a squadre                        | Tel Aviv       | 3000 m piani   | Oro        | 9'15"85     |                                          |
| 2017 | Universiadi                              | Taipei         | 800 m piani    | Semifinale | 2'07"54     |                                          |
| 2017 | Universiadi                              | Taipei         | 1500 m piani   | Oro        | 4'19"18     |                                          |
| 2018 | Europei                                  | Berlino        | 1500 m piani   | Batteria   | 4'17"22     |                                          |
| 2018 | Giochi del Mediterraneo                  | Tarragona      | 800 m piani    | Batteria   | 2'08"38     | Miglior prestazione personale stagionale |
| 2018 | Giochi del Mediterraneo                  | Tarragona      | 1500 m piani   | 7ª         | 4'19"13     |                                          |
| 2019 | Europei indoor                           | Glasgow        | 1500 m piani   | 9ª         | 4'24"20     |                                          |